# Dioctria linearis
Dioctria linearis е вид насекомо от разред Двукрили (Diptera), семейство Asilidae. Среща се в Русия.